# Pandanus atrocarpus
Pandanus atrocarpus är en enhjärtbladig växtart som beskrevs av William Griffiths. Pandanus atrocarpus ingår i släktet Pandanus och familjen Pandanaceae. Inga underarter finns listade.